# Prohibited Records
Prohibited records est un label discographique français créé en 1995.

## Biographie
Le label est fondé en 1995 à Paris par les frères Nicolas et Fabrice Laureau, membres du groupe Prohibition. À la suite de la fin du label Distortion chez qui Prohibition a sorti ses deux premiers albums, le groupe peine à trouver un nouveau label correspondant à leurs attentes,. Nicolas et Fabrice Laureau décident alors de monter leur propre structure afin de sortir le troisième album de Prohibition : Cobweb day .
Les premiers groupes signés par le label sont les 45 tours ou albums des groupes Héliogabale, Purr ou Pregnant, ainsi que Towncrier, #5 et 14 Ups and down de Prohibition. Les groupes du label partagent alors les mêmes locaux de répétition, donnent régulièrement des concerts ensemble et représentent alors une certaine scène parisienne du rock indépendant français, qui connait à l'échelle nationale des années fastes (Les Thugs, Burning Heads, Sloy, Diabologum, Drive Blind...). Le label sort lors de ses premières années environ quatre à cinq disques par an qui se vendent chacun environ entre 1 000 et 5 000 exemplaires.
En 2000, le label décide de sortir, à la suite de l'écoute de leur démo, le premier album d'Herman Düne : Turn off the light. Le folk minimaliste des frères Herman Düne est à contre-courant total de la vague électronique qui commence à déferler en Europe.  En 2001, Prohibited records sort également le deuxième album du groupe Switzerland Heritage avant que celui-ci n'atteigne une notoriété plus large.
En 2005, à l'occasion de ses 10 ans d'existence, Prohibited Records sort la compilation 1995-2005 Ten Years Of Prohibited Records Un Anniversaire ! contenant des titres inédits des groupes du label.
En 2015, pour les 20 ans du label, deux cassettes mixtape sont éditées comprenant des raretés et des titres inédits des groupes signés sur Prohibited Records.

## Groupes signés chez Prohibited Records
- Prohibition
- Purr
- Herman Dune
- Heliogabale
- The Berg Sans Nipple
- Patton
- Pregnant
- Mendelson
- NLF3
- Don Nino
- F/Lor
- Wilfried*
- Soeza